# Сеитов, Пиржан
Пиржан Сеитов (узб. Pirjan Seitov; 1909 — 1984) — советский узбекский государственный и партийный деятель. Первый секретарь Кара-Калпакского обкома КП(б) Узбекистана (1946—1949, 1950—1952).

## Биография
Член ВКП(б) с 1932 г. В 1950 г. окончил Высшую партийную школу при ЦК ВКП (б).
- 1931 — заведующий земельным отделом Шаббазского района,
- апрель 1931 — 1934 — зам заведующего областным земельным управлением, заместитель наркома земледелия Каракалпакской АССР
- 1934 — январь 1937 — председатель Ходжейлинского райисполкома
- январь 1937 — 1938 — полпред Каракалпакской АССР при СНК Узбекской ССР
- 1938—1941 гг. — народный комиссар земледелия Кара-Калпакской АССР,
- 1941—1946 гг. — председатель СНК — Совета Министров Кара-Калпакской АССР,
- 1946—1949 и 1950—1952 гг. — первый секретарь Кара-Калпакского областного комитета КП(б) Узбекистана,
- 1954—1956 гг. — председатель Совета Министров Кара-Калпакской АССР,
- 1957—1960 гг. — председатель СНХ Кара-Калпакского экономического административного района,
- 1963 г. — назначен начальником Управления бытового обслуживания населения при СМ Кара-Калпакской АССР.

Депутат Верховного Совета СССР 1-5 созывов.

## Награды
- Два ордена Ленина
- Орден Трудового Красного Знамени (11.01.1957[1])
- Орден Дружбы народов
- Орден «Знак Почёта» (трижды)